# Fantasía
Fantasía è il secondo album in studio del cantante colombiano Sebastián Yatra, pubblicato nel 2019.

## Tracce
1. Cristina – 3:21
2. Falta Amor – 3:24
3. Un Año (featuring Reik) – 2:43
4. Elena – 2:35
5. Fantasía – 2:58
6. En Guerra (featuring Camilo) – 3:41
7. Yo Te Extraño – 3:43
8. Respiro – 3:48
9. Atado entre tus Manos (featuring Tommy Torres) – 3:16
10. Aquí Estaré – 3:35
11. Vuelve (featuring Beret) – 3:45
12. Nunca Nos Preparamos Para Tanto Amor – 3:05

## Premi
- Premios Nuestra Tierra 
  - 2019: "Album of the Year"
- Latin American Music Award
  - 2019: "Favorite Pop/Rock Album"